# Cueva del Agua (La Línea de la Concepción)
La cueva del Agua es un abrigo con representaciones rupestres localizado en el término municipal de La Línea de la Concepción, provincia de Cádiz (España). Pertenece al conjunto de yacimientos rupestres denominado Arte sureño, muy relacionado con el arte rupestre del arco mediterráneo de la península ibérica. 
Esta cueva fue descubierta por Uwe y Uta Topper y publicada por primera vez en 1988. Se encuentra situada en la ladera oriental de Sierra Carbonera. El abrigo, de pequeñas dimensiones, tiene un pequeño muro de piedra construido en su entrada y debe su nombre al agua que se filtra por sus muros continuamente. 
Se observa en esta cueva un único símbolo dibujado en una de las esquinas de la covacha, de un color rojo muy brillante debido al agua filtrada, y un grabado en un hueco de la pared. El símbolo es un rectángulo de unos 3.5 centímetros de anchura y 5 centímetros de altura que sus descubridores interpretaron como una vulva esquemática relacionada con cultos a la fertilidad. El grabado es también de pequeñas dimensiones y según Topper representa una cabra semiesquemática.